# Namiko

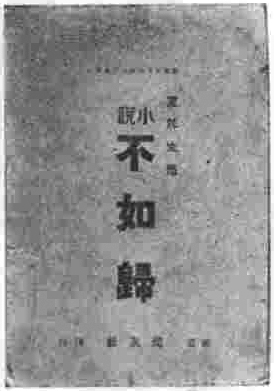
Edición en libro del año 1900.

Namiko es una novela del escritor japonés Tokutomi Roka (徳冨 蘆花)(8 de diciembre de 1868, Minamata, Japón – 18 de septiembre de 1927, Ikaho) publicada por entregas en el periódico Kokumin Shinbun de 1898 a 1899. 
El título original japonés, 不如帰 (Hototogisu), significa "El cuco".
Se convirtió en la novela más vendida del período Meiji cuando fue editada en formato libro un año después. Su éxito traspasó fronteras y fue traducida al inglés, al francés, al alemán, al italiano y al español. Tras el dramático argumento de esta historia real, Roka describe la situación de extrema sumisión de la mujer japonesa a finales del siglo XIX y reivindica para ella un papel principal como protagonista de su propia vida.  

## Argumento
Namiko, amada hija del general Kataoka, está felizmente casada con el alférez de marina Takeo Kawashima. No se trata del habitual matrimonio concertado sino de una pareja unida por verdaderos lazos de amor. A pesar de tener que soportar el comportamiento distante y los celos de su madrastra y la crueldad y amargura de su suegra, la señora Kawashima, la joven es feliz. Pero pronto la dicha se desvanece debido a la enfermedad: Namiko sufre tuberculosis. A partir de ese momento la trama de la novela se centra en los esfuerzos incesantes de la familia política para obligar a Namiko a aceptar un divorcio que no desea, y la lucha desesperada de la joven contra esta situación. Los acontecimientos de la trama se precipitan con el telón de fondo de la guerra Chino-Japonesa (1894-1895). 
El argumento está basado en la historia real de Nobuko, hija del príncipe Oyama Iwao, que conmovió los corazones del Japón de la era Meiji.

## Personajes
- Namiko Kataoka: hija del general Kataoka, casada con Takeo.
- Takeo Kawashima: alférez de la marina y esposo de Namiko.
- Iku: sirvienta de Namiko.
- Ki Kataoka: vizconde y teniente general del Ejército de Tierra; padre de Namiko.
- Shigeko Kataoka: actual esposa del general y madrastra de Namiko.
- Yasuhiko Chijiwa: teniente del ejército y primo de Takeo.
- Hyozo Yamaki: hombre de negocios relacionado estrechamente con la familia Kawashima.
- Kei Kawashima: madre de Takeo, viuda y actual cabeza de familia.
- Tazaki: mayordomo de la viuda Kawashima.
- Chizuko: prima y confidente de Namiko.
- Señora Ogawa: viuda cristiana amiga de Namiko.

- Datos: Q11361680